# Набург
Набург (њем. Nabburg) град је у њемачкој савезној држави Баварска. Једно је од 33 општинска средишта округа Швандорф. Према процјени из 2010. у граду је живјело 6.030 становника. Посједује регионалну шифру (AGS) 9376144.

## Географски и демографски подаци
Набург се налази у савезној држави Баварска у округу Швандорф. Град се налази на надморској висини од 407 метара. Површина општине износи 62,4 km². У самом граду је, према процјени из 2010. године, живјело 6.030 становника. Просјечна густина становништва износи 97 становника/km².

## Међународна сарадња
| Мјесто | Држава    | Врста сарадње | Од    |
| ------ | --------- | ------------- | ----- |
|        | Француска | партнерство   | 1986. |
| Извор  |           |               |       |